# Magali Noël
Pour les articles homonymes, voir Noël (homonymie).
Magali Noëlle Guiffray, dite Magali Noël, née le 27 juin 1931 à Izmir (Turquie) et morte le 23 juin 2015 à Châteauneuf-Grasse (Alpes-Maritimes), est une actrice et chanteuse française, une des premières chanteuses de rock en France.
Elle est notamment connue pour son interprétation de la chanson Fais-moi mal Johnny de Boris Vian et pour ses rôles dans plusieurs films de Federico Fellini.

## Biographie

### Enfance, formation et débuts
Née en 1931, à Izmir de parents français travaillant dans le service diplomatique, Magali Noëlle Guiffray vit en Turquie jusqu'en 1933. Après avoir étudié le chant, la musique et la danse, elle débute à 16 ans comme chanteuse de cabaret et se produit ensuite dans des revues.
Venue en France, elle suit les cours d'art dramatique de Catherine Fontenay et commence une carrière au théâtre et au cinéma.

### Carrière
Magali Noël fait remarquer son charme et ses talents de comédienne au tempérament de feu dans Le Fils de Caroline chérie de Jean Devaivre avec Brigitte Bardot et Razzia sur la chnouf d'Henri Decoin face à Jean Gabin, et s'impose en 1955 dans le film Du rififi chez les hommes de Jules Dassin. Ensuite elle figure coup sur coup dans  Les Grandes Manœuvres de René Clair, Elena et les Hommes de Jean Renoir et Assassins et Voleurs de Sacha Guitry, mais également dans  OSS 117 n'est pas mort. Interprète notamment d'Édouard Molinaro, John Berry, Maurice Labro et Julien Duvivier, elle travaille aussi en Italie, tenant la dragée haute à Raf Vallone, Alberto Sordi, Jorge Mistral, Robert Hossein, Dario Moreno, Philippe Lemaire, Gérard Blain, Jean-Pierre Léaud, aimable et insolente vamp d'un cinéma français traditionnel...

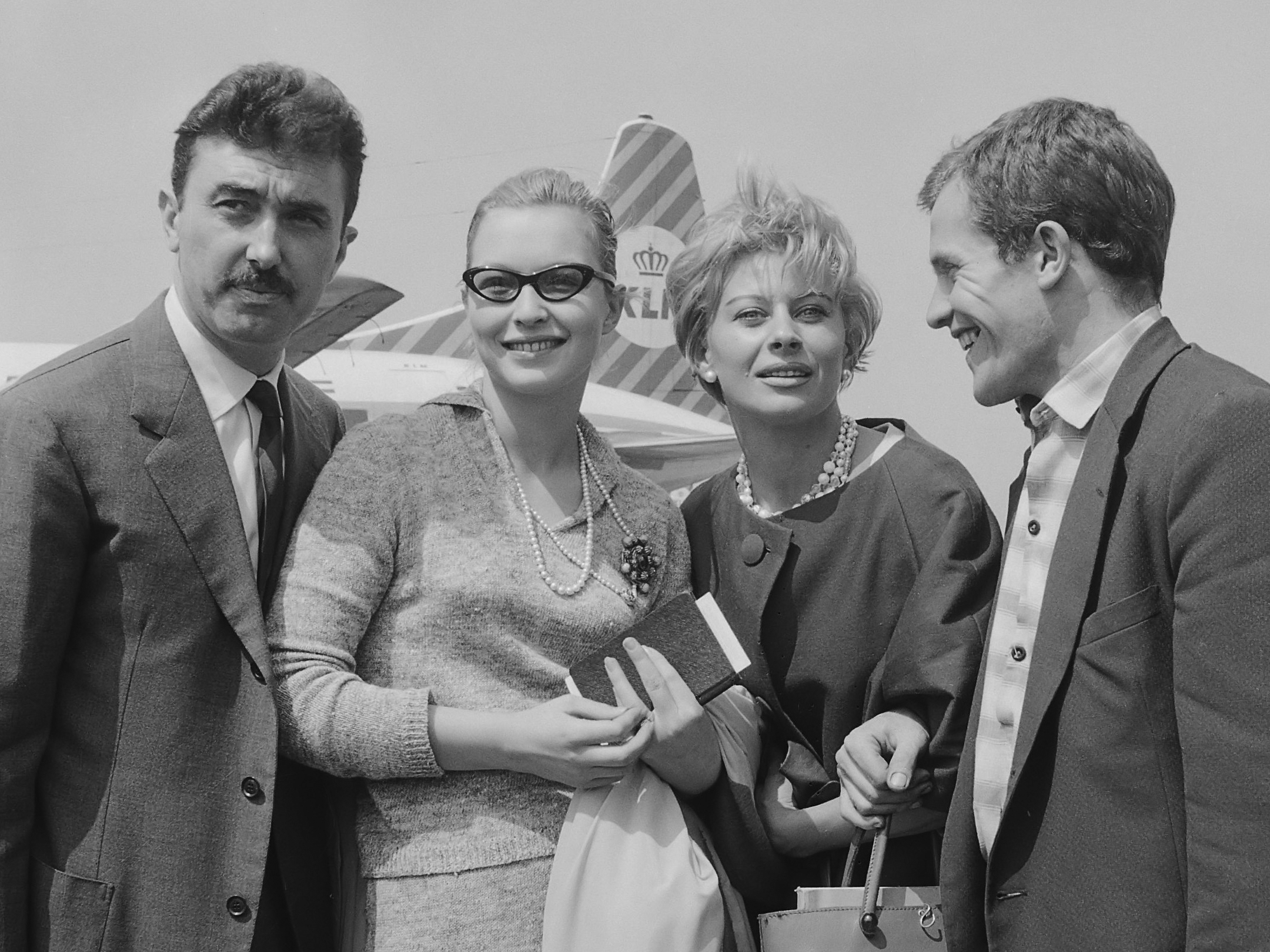
De g. à d., le réalisateur Luciano Emmer, les acteurs Marina Vlady, Magali Noël et Bernard Fresson à l'aéroport d'Amsterdam-Schiphol le 1er juin 1960, en marge du tournage de La Fille dans la vitrine.

Elle prend une nouvelle dimension en incarnant l'un des symboles des fantasmes sexuels de Federico Fellini dans La dolce vita (1960), Satyricon (1969) et surtout Amarcord (1973), où elle campe l'inoubliable Gradisca, pin-up de province.
Malgré un rôle notable dans Z de Costa-Gavras, Prix du jury à Cannes en 1969, et de grands succès au théâtre, elle retient moins, par la suite, l'attention des producteurs. Elle retourne alors avec succès au music-hall.
Une nouvelle génération de réalisateurs lui donne ensuite des rôles à la mesure de sa sensibilité : Chantal Akerman (Les Rendez-vous d'Anna, 1978), Claude Goretta (La Mort de Mario Ricci, 1983), Tonie Marshall (Pentimento, 1989), Andrzej Żuławski (La Fidélité, 2000), Jonathan Demme (La Vérité sur Charlie, 2002)...
En 1986, elle interprète le rôle de la logeuse dans la comédie musicale Cabaret mise en scène par Jérôme Savary.
En 1992, elle joue « Julia Bertyl », une cantatrice célèbre, dans Les Cœurs brûlés, saga estivale de TF1.
En 1996, dans un film documentaire retraçant une partie de la carrière du peintre rouennais Marcel Peltier dont elle est devenue amie, elle égrène le portrait de Marcel, dans un texte rédigé par le critique d'art normand Daniel Fleury.
En octobre 1996, elle est sur la scène de la Comédie des Champs-Élysées où Michel Fagadau et Jean-Claude Vial lui laissent carte blanche pour un Soleil blanc, spectacle musical exclusivement consacré à Jacques Prévert « parce qu’il croit en la jeunesse. […] Son immense tendresse me touche profondément. Son souci de défendre sans cesse les « petits » de l’existence, de ne tolérer aucune forme d’oppression. Sa folie, sa provocation, sa férocité, son humour et… sa douceur me fascinent. » À cette occasion, 13 poèmes sont mis en musique pour la première fois pour « ce regard sur la vie entre rêve et réalité. »

### Fais-moi mal Johnny
Sa carrière de chanteuse est marquée par la célèbre et audacieuse chanson Fais-moi mal Johnny, écrite par Boris Vian et composée par Alain Goraguer en 1956, reprise dans le film Le fauve est lâché en 1959. Ce morceau est l'une des premières chansons rock 'n' roll chantées en français. Cette chanson fut d'ailleurs interdite à l'époque à la radio à cause de ses paroles jugées trop osées (une ode au sadomasochisme pour certains),.

### Vie privée
Magali Noël a une fille, Stéphanie Vial-Noël, d'un premier mariage avec l'acteur Jean-Pierre Bernard et deux garçons qu'elle a adoptés lors d'un second mariage avec le producteur Jean-Claude Vial.
Elle meurt le 23 juin 2015 à Châteauneuf-Grasse (Alpes-Maritimes). Son premier époux Jean-Pierre Bernard repose à ses côtés dans le cimetière d'Entrechaux (Vaucluse).

## Filmographie

### Cinéma
- 1951 : Demain nous divorçons de Louis Cuny : Jeanne
- 1951 : Seul dans Paris d'Hervé Bromberger : Jeanette Milliard
- 1953 : Deux de l'escadrille de Maurice Labro
- 1954 : Mourez, nous ferons le reste de Christian Stengel : Françoise
- 1955 : Le Fils de Caroline chérie de Jean Devaivre : Térésa
- 1955 : Chantage de Guy Lefranc : Denise
- 1955 : Razzia sur la chnouf d'Henri Decoin : Lisette
- 1955 : Du rififi chez les hommes de Jules Dassin : Viviane
- 1955 : Les Grandes Manœuvres de René Clair : Thérèse
- 1956 : OSS 117 n'est pas mort de Jean Sacha : Muriel Rousset
- 1956 : Les Possédées de Charles Brabant : Pia Manosque
- 1956 : Elena et les Hommes de Jean Renoir : Lolotte
- 1957 : Assassins et Voleurs de Sacha Guitry : Madeleine Ferrand
- 1958 : L'Homme, la femme et le désir (È arrivata la parigina) de Camillo Mastrocinque : Yvette
- 1958 : Le désir mène les hommes de Mick Roussel : Nathalie
- 1958 : Si le roi savait ça (Al servizio dell'imperatore) de Caro Canaille et Edoardo Anton : Arnaude
- 1958 : Le Piège de Charles Brabant : Cora Caillé
- 1958 : Le Train de 8 h 47 — film resté inachevé — de Jack Pinoteau
- 1958 : Des femmes disparaissent d'Édouard Molinaro : Coraline Merlin
- 1958 : Ça n'arrive qu'aux vivants de Tony Saytor : Gloria Selby
- 1958 : Oh ! Qué mambo de John Berry : Viviane Montero
- 1958 : Le fauve est lâché de Maurice Labro (Elle chante uniquement la chanson du film)
- 1959 : L'Île du bout du monde d'Edmond T. Gréville : Jane
- 1960 : Gastone de Mario Bonnard : Sonia
- 1960 : Boulevard de Julien Duvivier  Jenny Dorr
- 1960 : A qualcuna piace calvo (it) de Mario Amendola : Marcella Salustri
- 1960 : Marie des Isles de Georges Combret : Julie
- 1960 : La dolce vita de Federico Fellini : Fanny
- 1960 : Noi siamo due evasi de Giorgio Simonelli : Odette
- 1961 : Le Sahara brûle de Michel Gast : Léna
- 1961 : La Fille dans la vitrine (La ragazza in vetrina) de Luciano Emmer : Chanel
- 1961 : La Loi de la guerre (Legge di guerra) de Bruno Paolinelli : Olga
- 1961 : Jeunesse de nuit (Gioventù di notte) de Mario Sequi
- 1961 : Dans la gueule du loup de Jean-Charles Dudrumet : Barbara Yabakos
- 1961 : En pleine bagarre (Mani in alto) de Giorgio Bianchi
- 1961 : Le Jeu de l'assassin (de) (Mörderspiel) d'Helmut Ashley : Eva Troger
- 1962 : Le Secret de d'Artagnan (Il colpo segreto di d'Artagnan) de Siro Marcellini : Carlotta
- 1963 : Totò et Cléopâtre (Totò e Cleopatra) de Fernando Cerchio : Cleopatra
- 1963 : Queste pazze, pazze donne (it) de Marino Girolami
- 1963 : Tempête sur Ceylan (Das Todesauge von Ceylon) de Gerd Oswald et Giovanni Roccardi : Gaby
- 1963 : L'Accident d'Edmond T. Greville : Andréa
- 1964 : Les Martiens ont douze mains (I marziani hanno dodici mani) de Castellano et Pipolo : Mathilde Bernabei
- 1964 : La Traite des blanches de Georges Combret : Louisa
- 1964 : Requiem pour un caïd de Maurice Cloche : Éva
- 1964 : Filles et Garçons (Oltraggio al pudore) de Silvio Amadio : la sœur de Giovenella
- 1964 : Dernier Tiercé de Richard Pottier : Lydia
- 1965 : La Corde au cou de Joseph Lisbona : Clara
- 1965 : Aventure à Beyrouth (La dama de Beirut) de Ladislas Vajda
- 1968 : Le Mois le plus beau de Guy Blanc : Claudia
- 1969 : Z de Constantin Costa-Gavras : la sœur de Nick
- 1969 : L'Astragale de Guy Casaril : Annie
- 1969 : Les Martiens ont douze mains (I marziani hanno dodici mani) de Castellano et Pipolo : Matilde Bernabei
- 1969 : Satyricon de Federico Fellini : Fortunata
- 1970 : Edipeon de Lorenzo Artale
- 1970 : Tropique du Cancer (Tropic of Cancer) de Joseph Strick : la princesse
- 1970 : Les Brebis du révérend (Kyrkoherden) de Torgny Wickman : la comtesse
- 1970 : Le Tombeur (The Man Who Had Power Over Women) de John Krish : Mme Franchetti
- 1970 : Ciao Federico ! - Documentaire de Gideon Bachmann : Elle-même
- 1971 : Le belve (it) de Giovanni Grimaldi
- 1971 : Un prêtre à marier (Il prete sposato) de Marco Vicario : Signora Bellini
- 1972 : Racconti proibiti... di niente vestiti de Brunello Rondi
- 1972 : Le P'tit vient vite de Louis-Georges Carrier : La garde-malade
- 1973 : Amarcord (Amarcord) de Federico Fellini : « La Gradisca », la coiffeuse
- 1975 : La Bagarre du samedi soir (Il tempo degli assassini) de Marcello Andrei : Rossana
- 1975 : Paolo Barca, maestro elementare, praticamente nudista de Flavio Mogherini
- 1975 : La banca di Monate (it) de Francesco Massaro
- 1977 : Stato interessante de Sergio Nasca
- 1978 : Les Rendez-vous d'Anna de Chantal Akerman : Ida
- 1980 : Le Chemin perdu de Patricia Moraz : Maria Tonelli
- 1982 : Qu'est-ce qui fait courir David ? d'Élie Chouraqui : Sarah, la mère de David
- 1983 : Les Années 80 - Documentaire de Chantal Akerman : Elle-même
- 1983 : La Mort de Mario Ricci de Claude Goretta : Solange
- 1985 : Diesel de Robert Kramer : Mickey
- 1985 : Vertiges de Christine Laurent : Constance
- 1986 : Exit-exil de Luc Monheim : Solange
- 1989 : La Nuit de l'éclusier (Die nacht des Schleusenwarts) de Franck Rickenbach : Hélène Belloz
- 1989 : Pentimento de Tonie Marshall : Maddeleine
- 2000 : La Fidélité (Fidelity) d'Andrzej Żuławski : la mère de Clélia
- 2000 : Regina Cœli de Nico D'Alessandria : Regina
- 2002 : La Vérité sur Charlie (The Truth About Charlie) de Jonathan Demme : la femme mystérieuse en noir
- 2003 : Rien que du bonheur (Les bras m'en tombent) de Denis Parent

### Télévision
- 1951 : La Course du flambeau de Max de Rieux
- 1952 : La Cruche cassée de Bernard Hecht
- 1955 : Christophe C... de Jean-Paul Carrère
- 1955 : Le Héros et le Soldat de Marcel Bluwal
- 1956 : Doris de Jean Vernier : Doris
- 1962 : Les Trois Henry d'Abder Isker
- 1964 : Le Procès de Mary Dugan de Jean-Marie Coldefy : Mary Dugan
- 1966 : Comment ne pas épouser un milliardaire (série TV en 26 épisodes de 13 min) de Lazare Iglesis : Delia Delamarre
- 1967 : Le Golem (du roman de Gustav Meyrink), téléfilm de Jean Kerchbron : Angelina
- 1969 : Le Mas Théotime (du roman d'Henri Bosco), téléfilm de Jacques Florian : Geneviève
- 1972 : Comme avant, mieux qu'avant d'Yves-André Hubert : Fulvia Gelli
- 1978 : Jean-Christophe (feuilleton TV en 9 épisodes de 52 min) de François Villiers
- 1979 : Lucrèce Borgia de Yves-André Hubert : Lucrèce Borgia
- 1980 : Le président est gravement malade d'Yves Ciampi : Edith Wilson
- 1980 : Un pas dans la forêt de Claude Mourthé
- 1982 : Les Confessions du chevalier d'industrie Félix Krull (Bekenntnisse des Hochstaplers Felix Krull) de Bernhard Sinkel : Mme Houpflé
- 1982 : L'Enfant et les Magiciens de Philippe Arnal : La tante Marguerite
- 1984 : Sortie interdite de Patty Villiers : Mado
- 1985 : Les Bottes rouges de Jeannette Hubert
- 1985 : Mariage de Lazare Iglesis
- 1986 : L'Amour tango de Régis Forissier : Angèle
- 1987 : La Malle à Gouffe d'Hervé Basle
- 1988 : On the Orient, North (Ray Bradbury présente, série tv ; saison 2, ép. 8) de Frank Cassenti : Minerva Halliday
- 1988 : Lundi noir de Jean-François Delassus
- 1991 : Crimes et Jardins de Jean-Paul Salomé : Suzanne
- 1992 : Les Cœurs brûlés (série TV en 8 épisodes de 90 min) de Jean Sagols : Julia Bertyl
- 1997 : Les Héritiers de Josée Dayan : Zizi
- 1998 : Le Dernier Fils d'Étienne Périer : Elisabeth Haas
- 1999 : La Nuit des hulottes de Michaëla Watteaux : Rainette Leblanc
- 2002 : La Source des Sarrazins de Denis Malleval : Rose

## Discographie
- 1955 : Magali Noël numéro 1 : Le Rififi ; Johnny Guitar ; Si tu m'aimais ; J'aime valser dans tes bras, EP Philips 432.044
- 1956 : Magali Noël : Rock and Roll : Fais-moi mal Johnny ; Strip-rock ; Alhambra rock ; Rock des petits cailloux de Boris Vian, LP Philips N 76.089 R, repris en EP Philips 432.131 Magali Noël numéro 2 : Rock and Roll (1957)
- 1957 : Succès 45 t : Pan, pan, pan, poireaux pomm' de terre de Boris Vian, SP Philips 372.398
- 1957 : Magali Noël numéro 3 : Magali se déchaîne : Mon oncle Célestin ; Oh ! si y avait pas ton père ; Eh ! Mama de Boris Vian etc.), EP Philips 432.185
- 1957 : Magali Noël numéro 4 : Sexy songs : Oh ! (c'est divin) ; Nous avions vingt ans ; Mon a, mon amour de Boris Vian etc.), EP Philips 432.193
- 1964 : Magali Noël chante Boris Vian (12 nouvelles chansons de cet auteur), LP Jacques Canetti
- 1975 : Magali Noël : Album 12 titres (La femme au miroir)
- 1980 : Magali Noël : Fais-moi mal Johnny - nouvelle version et version anglaise intitulée Hurt me bad Johnny ; Relax de Boris Vian etc.), LP Disques Lazer / Distribution Carrere 67.486 (jamais repris en CD)
- 1988 : Magali Noël chante Boris Vian, CD Jacques Canetti / Musidisc
- 1989 : Regard sur Vian, avec Stéphanie Noël, enregistré en public à Beausobre, les 9 et 10 novembre 1989 (produit par Jean-Claude Vial / Disques-Office et Dominique Buscail / Buda Musique, distribué par Ades, existe en K7, en version 1 CD et en version 2 CD (réf. 82472-2) avec en prime sur cette dernière des enregistrements de documents rares avec Boris Vian offerts par la Radio Suisse Romande La Première). Réédition I.D.O.L. 2009
- 1996 : Soleil blanc - Prévert 96, CD Sony / Dreyfus
- 2002 : Magali Noël chante Boris Vian, CD Productions Jacques Canetti 589 703-2
- 2002 : Magali Noël, comprend toutes les pistes des cinq 45 tours des années 50 ainsi qu'un choix des pistes du LP de 1964 ; Mercury (CD Story) 063 010-2
- 2002 : Magali Noël : Rock and Roll, Mercury / Philips 063 031-2
- 2009 : Regard sur Vian, réédition du double CD paru en 1989. Remasterisation mars 2009. (Disques Office/Disques Dreyfus - réf. 46050 362842)
- 2011 : À toujours, album de 20 titres enregistrés entre le 16 juin et le 7 juillet 2010 au studio Ferber Paris. (Disques Dreyfus)
- Année Inconnue : Les grands succès : cd 20 titres regroupant les LP de 1975 et 1980

## Théâtre
- 1949 : George Dandin de Molière[13], mise en scène Jean-Marie Serreau et François Vibert, décors de François Ganeau, les tournées en France et en Allemagne de l'Ouest [14]
- 1949 : Le Miracle de l'homme pauvre de Marian Hemar, mise en scène André Clavé, Centre dramatique de l'Est Théâtre municipal de Mulhouse
- 1950 : Le Miracle de l'homme pauvre de Marian Hemar, mise en scène André Clavé, Théâtre Montparnasse
- 1954 : La Puce à l'oreille de Georges Feydeau, mise en scène Georges Vitaly, Théâtre des Célestins[15],[16]
- 1954 : L’Amour des quatre colonels de Peter Ustinov, adaptation Marc-Gilbert Sauvajon, mise en scène Jean-Pierre Grenier, Théâtre Fontaine
- 1954 : Si jamais je te pince !... d'Eugène Labiche, mise en scène Georges Vitaly, Théâtre La Bruyère
- 1957 : Pygmalion de George Bernard Shaw, mise en scène, decors et costumes de Jean Marais, Théâtre des Célestins[15],[17]
- 1960 : Deux sur la balançoire  de William Gibson, mise en scène Luchino Visconti (avec Jean Marais), Théâtre des Célestins[15],[18]
- 1961 : Louisiane de Marcel Aymé, mise en scène André Villiers, Théâtre de la Renaissance
- 1965 : L'amour, vous connaissez ? de Bill Manhoff, mise en scène Raymond Gérôme, Théâtre des Ambassadeurs
- 1966 : Mouche, comédie musicale, adaptation Paul Misraki d'après un succès de Broadway Carnival !, musique et lyrics Bob Merrill, livret Michael Stewart d'après une nouvelle de Paul Gallico The Love of Seven Dolls et Lili), mise en scène Raymundo de Larrain, Théâtre de la Porte-Saint-Martin
- 1968 : La Dame de chez Maxim de Georges Feydeau, mise en scène Jacques Charon, Théâtre des Célestins[15],[19]
- 1970 : Sweet Charity, comédie musicale de Bob Fosse et Paul Glover (avec Sydney Chaplin et Jacques Duby)[20]
- 1971 : Le Septième Commandement : Tu voleras un peu moins... de Dario Fo, mise en scène Jacques Mauclair, Festival de la Cité Carcassonne, festivals d'été, Théâtre national de l'Odéon
- 1971 : Les Trois Mousquetaires d'Alexandre Dumas, mise en scène Michel Berto, Théâtre du Midi, Festival de la Cité Carcassonne
- 1972 : Le Septième Commandement : Tu voleras un peu moins... de Dario Fo, mise en scène Jacques Mauclair, tournée
- 1972 : Un pape à New-York (The House of Blue Leaves) de John Guare, mise en scène Michel Fagadau, Théâtre de la Gaîté-Montparnasse
- 1976 : Remember, revue d'André Levasseur, orchestre d’Aimé Barelli, avec 12 girls et 12 boys, Sporting Monte-Carlo
- 1976 : Mère Courage de Bertolt Brecht, mise en scène François Rochaix, Théâtre de Carouge[21]
- 1979 : Lucrèce Borgia, de Victor Hugo, mise en scène Roger Hanin (avec Michel Auclair, David Clair, Jean-Marie Galey...)
- 1980 : La Staaar, comédie musicale sur une idée originale de Magali Noël et Louis Thierry, mise en scène Louis Thierry, chorégraphie de Jean Moussy, musique de François Rauber et Michel Cœurio[22], Théâtre Fontaine
- 1986 : Cabaret, comédie musicale, mise en scène Jérôme Savary, Théâtre du 8e, Lyon; Théâtre de Nice, Nice; Théâtre des Treize Vents, Montpellier[23]
- 1987 : Cabaret, comédie musicale, mise en scène Jérôme Savary, Théâtre Mogador
- 1989 : Regards sur Vian, spectacle musical consacré à Boris Vian, Théâtre de Beausobre, Morges
- 1991 : Le Coin de non retour de Jean-Claude Danaud, mise en scène Jacqueline Bœuf, Théâtre Tête d'or, Lyon
- 1993 : Enfin seuls ! de Lawrence Roman, mise en scène Michel Fagadau, tournée France, Suisse et Belgique
- 1996 : Soleil blanc - Prévert 96, spectacle musical consacré à Jacques Prévert, Comédie des Champs-Élysées
- 2004 : Chansons volent, spectacle musical d'après Boris Vian, Jacques Prévert, Jacques Brel, Léo Ferré[24], Théâtre de Carouge
- 2005 : La Dette de Stefan Zweig, mise en scène Didier Long, Théâtre 14
- 2008 : Le Clan de Magali Noël, spectacle musical consacré et d'après Boris Vian, Jacques Prévert et Raymond Queneau, Théâtre du Passage, Neuchâtel[25],[26]

## Roman-photo
- 1954 : Chanson pour Gloria, roman complet inédit, Nous Deux, avec Maurice Gilmer

## Distinctions
- Chevalier de la Légion d'honneur (2012)[27]
- En 2000, l’association « Souvenance de cinéphiles » de Puget-Théniers lui décerne le Prix Reconnaissance des cinéphiles pour l’ensemble de sa carrière[28].